# Ada Witowska-Kamińska
Ada Witowska-Kamińska właśc. Władysława Kamińska (ur. 18 czerwca 1902 w Warszawie, zm. 20 marca 1983 tamże) – polska śpiewaczka.

## Życiorys
Urodziła się w rodzinie Antoniego Kamińskiego i Władysławy z Witowskich. Po ukończeniu państwowego gimnazjum uczęszczała na prywatne lekcje śpiewu, od 1927 rozpoczęła występy w kraju i zagranicą. Jako pseudonimu używała nazwiska panieńskiego matki. Była wykonawczynią arii operowych, powszechną popularność przyniosły jej częste występy w Polskim Radio. W 1932 została laureatką Międzynarodowego Konkursu Śpiewaczego w Wiedniu. Po 1945 zaprzestała występów i poświęciła się pracy pedagogicznej ucząc śpiewu.
Zmarła 20 marca 1983 w Warszawie. 